# Sanam Re
Pour plus de détails, voir Fiche technique et Distribution.
 Sanam Re (सनम पुन) est un film  indien de Bollywood réalisé par Divya Khosla Kumar, sorti le 12 février 2016
Le film met en vedette Pulkit Samrat, Yami Gautam et Urvashi Rautela; le long métrage est un succès commercial.

## Distribution
- Pulkit Samrat : Akash
- Yami Gautam : Shruti
- Urvashi Rautela : Akanksha/Mrs.Pablo
- Rishi Kapoor : Daddu
- Prachi Shah : Mère de Akash
- Vishal Malhotra : Amis de Akash
- Bharti Singh : Babyji
- Ketki Dave
- Jiten Mukhi
- Manoj Joshi: Patron de Akash
- Divya Khosla Kumar : (Elle même)
- Jaz Dhami : (Lui même)

## Box-office
- Box-office en Inde : le film engrange une recette de 300 000 000 roupies ce qui en fait un succès commercial[2]